# Aeropuerto Internacional Cotopaxi
El Aeropuerto Internacional Cotopaxi (IATA: LTX, OACI: SELT) es un aeropuerto situado en Latacunga, Cotopaxi, Ecuador. Actualmente no opera vuelos comerciales regulares. 

## Historia
La terminal fue construida en la década de 1960. Los inicios de la construcción de este aeropuerto nacen en el auge del Programa Espacial de la NASA, donde esta colaboró en la construcción de grandes pistas en lugares estratégicos del mundo, ante una posible emergencia y en la que sus transbordadores pudieran aterrizar. Es por ello que la pista de Latacunga habría sido realizada con especificaciones técnicas estadounidenses, tanto en su posición, resistencia como en su longitud. Durante los siguientes años el aeropuerto se usó de forma alternativa al de Quito cuando en la capital de Ecuador se daban acontecimientos desde políticos hasta naturales, como la erupción de volcanes, el caso más representativo se dio en 1999 con la erupción del volcán Guagua Pichincha.
En 2009 el aeropuerto entró en un proceso de readecuación, con un coste de 26 millones de dólares, en el que se mejoraron sus instalaciones y en 2011 se dio la reapertura de actividades con una terminal más eficiente. El crecimiento de la terminal, pudiendo albergar 15 aeronaves de forma simultánea y 1200 pasajeros diarios, se dio principalmente al ser considerada como alternativa al Aeropuerto Internacional Mariscal Sucre de Quito, llegando a operar vuelos de la terminal antes mencionada en situaciones de inestabilidad política o de emergencias naturales, como las ocurridas en las erupciones de los volcanes que rodean la capital. Al ser un aeropuerto de categoría internacional, las instalaciones cuenta con los servicios de Aduana, policía de migración, Antinarcóticos y el Servicio Ecuatoriano de Sanidad Animal (SESA). Su pista es de 3694 metros de longitud, pudiendo recibir al emblemático Boeing 747 sin problemas y siendo este el modelo de avión más grande que ha operado la terminal.
La Fuerza Aérea Ecuatoriana es actualmente el principal operador de la terminal mediante el uso de los vuelos logísticos que fueron trasladados desde el Antiguo Aeropuerto Mariscal Sucre luego de que éste finalizase formalmente sus operaciones y las trasladase al Nuevo Aeropuerto Internacional Mariscal Sucre ubicado en Tababela.
Adicionalmente a los vuelos regulares, a este aeropuerto llegan aviones para su mantenimiento, reparación, transformación y labores de pintura en las instalaciones de la DIAF (Dirección de Industria Aeronáutica de la Fuerza Aérea Ecuatoriana). Gracias a las facilidades del Aeropuerto de Latacunga, los trabajos de mantenimiento y pintura se los realiza en menor tiempo que en otros centros especializados de la región, permitiendo disminuir costos y tiempos de puesta en vuelo de las aeronaves, gracias a que este aeropuerto se encuentra en una zona de clima privilegiado, con 98% de operatividad y un espacio aéreo descongestionado para la realización de vuelos de prueba y verificación.

## Destinos

### Carga
En la actualidad, la aerolínea panameña UniWorld Air Cargo opera vuelos chárter de carga entre Latacunga y Ciudad de Panamá.
| Países | Destinos         | Aeropuertos                         | Aerolíneas         |
| ------ | ---------------- | ----------------------------------- | ------------------ |
| Panamá | Ciudad de Panamá | Aeropuerto Internacional de Tocumen | UniWorld Air Cargo |

### Futuros destinos
El aeropuerto de Cotopaxi no cuenta en la actualidad con vuelos regulares de pasajeros de aerolíneas comerciales. No obstante, hay aerolíneas que ya realizan estudios para operar vuelos regulares en un futuro próximo, utilizando la terminal para vuelos de bajo costo.
| Países | Destinos | Aeropuertos                           | Aerolíneas    | Notas              |
| ------ | -------- | ------------------------------------- | ------------- | ------------------ |
| Perú   | Lima     | Aeropuerto Internacional Jorge Chávez | JetSmart Perú | Destino solicitado |

## Antiguos destinos
| Aerolíneas           | Países               | Destinos            | Aeropuertos                                              | Notas |
| -------------------- | -------------------- | ------------------- | -------------------------------------------------------- | --- |
| AerCaribe            | Colombia             | Bogotá              | Aeropuerto Internacional El Dorado                       | Vuelos de carga entre enero y febrero de 2019. |
| Cargolux             | Bélgica              | Bruselas            | Aeropuerto Internacional de Bruselas                     | Vuelos de carga hasta junio de 2017, que comienza a operar en el nuevo Aeropuerto Internacional Mariscal Sucre de Quito. |
| Cargolux             | Brasil               | São Paulo           | Aeropuerto Internacional de São Paulo                    | Vuelos de carga hasta junio de 2017, que comienza a operar en el nuevo Aeropuerto Internacional Mariscal Sucre de Quito. |
| Cargolux             | Brasil               | Brasilia            | Aeropuerto Internacional Presidente Juscelino Kubitschek | Vuelos de carga hasta junio de 2017, que comienza a operar en el nuevo Aeropuerto Internacional Mariscal Sucre de Quito. |
| Cargolux             | Brasil               | Río de Janeiro      | Aeropuerto Internacional de Galeao                       | Vuelos de carga hasta junio de 2017, que comienza a operar en el nuevo Aeropuerto Internacional Mariscal Sucre de Quito. |
| Cargolux             | Colombia             | Bogotá              | Aeropuerto Internacional El Dorado                       | Vuelos de carga hasta junio de 2017, que comienza a operar en el nuevo Aeropuerto Internacional Mariscal Sucre de Quito. |
| Cargolux             | México               | Ciudad de México    | Aeropuerto Internacional de la Ciudad de México          | Vuelos de carga hasta junio de 2017, que comienza a operar en el nuevo Aeropuerto Internacional Mariscal Sucre de Quito. |
| Línea Aérea Cuencana | Colombia             | Cartagena de Indias | Aeropuerto Internacional Rafael Núñez                    | Vuelos chárter nacionales e internacionales de 2012 a 2017. |
| Línea Aérea Cuencana | República Dominicana | Punta Cana          | Aeropuerto Internacional de Punta Cana                   | Vuelos chárter nacionales e internacionales de 2012 a 2017. |
| Línea Aérea Cuencana | Panamá               | Ciudad de Panamá    | Aeropuerto Internacional de Tocumen                      | Vuelos chárter nacionales e internacionales de 2012 a 2017. |
| Línea Aérea Cuencana | Ecuador              | El Coca, Orellana   | Aeropuerto Francisco de Orellana                         | Vuelos chárter nacionales e internacionales de 2012 a 2017. |
| Línea Aérea Cuencana | Ecuador              | Catamayo, Loja      | Aeropuerto Ciudad de Catamayo                            | Vuelos chárter nacionales e internacionales de 2012 a 2017. |
| Saereo               | Ecuador              | Guayaquil, Guayas   | Aeropuerto Internacional José Joaquín de Olmedo          | Entre julio de 2011 y abril de 2012. |
| TAME Express         | Ecuador              | El Coca, Orellana   | Aeropuerto Francisco de Orellana                         | Entre abril de 2012 y abril de 2017, dos frecuencias semanales en la ruta Guayaquil-Latacunga-El Coca-Latacunga-Guayaquil. A partir de febrero de 2016 se suprime El Coca, sólo operando la ruta Guayaquil-Latacunga-Guayaquil. |
| TAME Express         | Ecuador              | Guayaquil, Guayas   | Aeropuerto Internacional José Joaquín de Olmedo          | Entre abril de 2012 y abril de 2017, dos frecuencias semanales en la ruta Guayaquil-Latacunga-El Coca-Latacunga-Guayaquil. A partir de febrero de 2016 se suprime El Coca, sólo operando la ruta Guayaquil-Latacunga-Guayaquil. |

## Estadísticas
|                 | Pasajeros       | Pasajeros  | Pasajeros                        | Carga (toneladas métricas) | Carga (toneladas métricas) |
| Internacionales | Internacionales | Nacionales |                                  | Carga (toneladas métricas) | Carga (toneladas métricas) |
| Entrada         | Salida          | Nacionales | Entrada                          | Salida                     |                            |
| --------------- | --------------- | ---------- | -------------------------------- | -------------------------- | -------------------------- |
| 2013            | 0               | 238        | No se facilitan datos hasta 2016 | 785                        | 24.932                     |
| 2014            | 1.097           | 1.418      | No se facilitan datos hasta 2016 | 747                        | 24.442                     |
| 2015            | 1.795           | 2.372      | No se facilitan datos hasta 2016 | 924                        | 14.545                     |
| 2016            | 279             | 276        | 4.359                            | 828                        | 15.453                     |
| 2017            | 0               | 0          | 262                              | 380                        | 6.016                      |
| 2018            | 0               | 234        | 429                              | 0                          | 0                          |
| 2019            | 0               | 0          | 967                              | 0                          | 87                         |
| 2020            | 0               | 2.418      | 21.944                           | 0                          | 0                          |
| 2021            | 0               | 5.686      | 972                              | 0                          | 0                          |
| 2022            | 0               | 0          | 834                              | 0                          | 0                          |
| 2023            | 0               | 0          | 1237                             | 0                          | 0                          |